# Lukács család (erzsébetvárosi)
Az erzsébetvárosi Lukács család egy örmény eredetű, magyarországi nemesi család.

## Története
Az erdélyi örmény Lukács  család eredeti neve: Gughasian.   
A családtagok örmény ősökkel bírnak, a mai Románia és Bulgária területéről költöztek Erzsébetvárosba. Nemességet Lukács Jakab kereskedő kapott nejével, Thodor Margittal és gyermekeikkel együtt 1762. július 26-án Mária Teréziától. Jakab testvérei, Lukács, Lázár és Izsák, 1760-ban ugyancsak megkapták a magyar nemesi rangot. Jakabnak három fia is továbbvitte a család nevét. A leszármazottak között megannyi politikust találhatunk, akik közül egyikük még a miniszterelnöki székig is eljutott.
A családból György, Miklós és Sándor testvérek 1912. december 17-én bárói méltóságot kaptak Ferenc Józseftől, és ezzel együtt a király engedélyezte azt is nekik, hogy édesanyjuk családjának a nevét, előnevét és címerét egyesítsék sajátjukkal, így a Perényi-Lukács nevet vették fel. Ezután erzsébetvárosi előnevüket el is hagyták, csak a perényi predikátumot használták a továbbiakban.

## Címere
A Magyar nemes családok című könyvben ez olvasható:
Czímere: kék paizsban ezüst szarufa alatt fészkében ülő pelikán három fiát táplálja, a szarufa két oldala mellett egy-egy összefordult arany oroszlán, a jobboldali pálmaágat, a baloldali kardot tartván, a szarufa felett hatágu arany csillag ragyog. Sisakdisz: jobb előlábában pálmaágat és kardot tartó arany oroszlán növekvően. Foszlányok: arany-kék, ezüst-kék.

## Jelentősebb családtagok
- Lukács Béla (1847–1901) politikus, tanácsos, kereskedelmi és közlekedési miniszter
- Lukács Dénes (1816–1868) honvéd ezredes, a honvédtüzérség főparancsnoka
- Lukács László (1850–1932) jogász, politikus, magyar királyi miniszterelnök
- Lukács György (1820–1892) politikus, belügyi államtitkár
- Lukács György (1865–1950) jogász, politikus, oktatási miniszter
- Lukács Ferenc (1900–1961) gyógyszerész, gyógyszertár-tulajdonos
- Lukács Ferenc (1882-19...) gyógyszerész
- Lukács Dénes (1875-1935) gyógyszerész, anyai ágon Horthy Miklós kormányzó unokatestvére
- Lukács Ernő (1875-19...) m. kir. huszár alezredes
- Lukács István (1872-1941) községi főjegyző
- Lukács János (1812-1879) Bihar vármegye főorvosa
- Lukács László (1936–2023) piarista szerzetes